# 장소팔
장소팔(본명: 장세건, 張世建, 1922년 ~ 2002년 4월 22일)은 대한민국의 만담가이다. '장소팔-고춘자의 만담'으로 널리 알려졌다.

## 생애
경성부에서 출생한 그는 1942년에 연극배우 첫 데뷔로 연예계에 입문했다. 1944년 박춘재의 문하에서 '재담 수업'을 쌓은 뒤 한국 전쟁 이후 '한양합주단', '조선창극단'을 통해 만담가로 활동하기 시작했다. 이후 고춘자와 함께 전국 명승 고적을 두루 돌아다니며 만담으로 묘사, 당시 TV가 없는 이들에게 큰 인기를 끌었다. 특히 민요만담이 인기를 끌었다. 1996년 만담보존회를 만들어 2001년 7월까지 회장을 지냈다.

## 서훈
- 옥관문화훈장(사후 추서)

## 기타
- 장소팔-고춘자의 만담은 서영춘-백금녀 콤비의 만담에 영향을 줬다.
- 서울 중구 흥인동 성동공고 옆 장소팔의 집터에는 화강암 위에 걸터앉아 오른팔을 들고 누군가를 부르는 듯한 모습의 동상(좌상)이 있다. 2009년 12월에 세워졌다. 장소팔은 1925년부터 1972년까지 중구 황학동과 신당동 일대에 거주했다.[3]
- 임종 직전 아들 장광팔(본명 장광혁)에게 "내가 왜 죽는지 아느냐? 심심해서 죽는다"라는 말을 남긴 것으로 유명하다.